# 黒い十人の女
『黒い十人の女』（くろいじゅうにんのおんな）は、1961年に公開された日本映画および、その派生作品。浮気者の男の殺害を共謀した、その妻と9人の愛人たちの奇妙な友情を描いた作品。映画オリジナル版が1997年に再上映されたことをきっかけに人気が再燃し、2002年に単発テレビドラマによるリメイク版（「#2002年版」参照）が放送されたほか、2011年には劇団ナイロン100℃により舞台作品（「#舞台」参照）として上演され、2016年には連続テレビドラマによる再リメイク版（「#2016年版」参照）が放送された。

## 映画
1961年5月3日に公開。監督：市川崑、脚本：和田夏十。製作：大映東京撮影所、配給：大映。
封切り時の同時上映作品は5月3日より『喧嘩富士』または『おてもやん』、5月10日より『投資令嬢』。第35回キネマ旬報ベストテン日本映画10位。キネマ旬報スチール・コンテスト選出。
再上映の機会が少なく半ば幻の作品となっていたが、都会的で荒涼とした人間描写やスタイリッシュでシャープな画面構成を再評価したミュージシャンの小西康陽らによる熱心な活動が実り、1997年11月8日に東京・シネセゾン渋谷でリバイバル上映された。

### 製作
市川崑は大映から映画を1本「自由に」作るようにとの打診を受け本作を企画した。市川は当時、テレビドラマの演出を手掛けることもあり、日本テレビの顧問をしていた若尾初男を主人公のモデルに、殺人的なスケジュールで動くテレビ局内の現代性を取り上げた。
市川の妻・和田夏十のオリジナル脚本。市川は「色々な試みをいっぺんにやろうとしたのが上手くいかなくて、初めて本格的なオリジナル脚本を書いてくれた夏十さんにすまないなと思った」と後年に述懐している。
登場する妻や愛人らの名前には漢数字、もしくは数字の読みが含まれている（番外である「百瀬桃子」を含む）。
劇中のテレビ局内のサブコン＝副調整室の場面は、市川が実際に体験した様子の再現である。
テレビ番組の収録に臨むタレント役で、ハナ肇とクレージーキャッツ（病気療養中だった石橋エータローを除く6人）がワンシーンだけ特別出演している。当時、市川が彼らの大ファンであったため。

### ストーリー
東京のテレビ局「VTV」のプロデューサー・松吉は、美しい妻・双葉がいながら、テレビ業界に関わる9人の女と浮気していた。やがて妻・双葉と9人の愛人たちはお互いの存在を知るようになり、奇妙な友情が芽生えてゆく。
あるとき、愛人のひとりで舞台女優の市子が、双葉と愛人たちを集め、松吉を殺す計画を話し合う。愛人のひとり・三輪子は秘密を抱えきれず、計画の存在を松吉に打ち明ける。松吉に問い詰められた双葉はあっさり計画を認める。それを聞いた松吉は、海岸で10人の女に囲まれ、無理やり薬を飲まされて海に捨てられる、という場面を想像する。松吉は双葉に、愛人関係を清算する約束と引き換えに、空包を詰めたピストルを使って、死んだように見せかける「狂言殺人」を提案する。
双葉の経営するレストランに愛人たちが集まったある日、双葉は松吉の計画通り、松吉に向けて空包を撃つ。それを見た9人の愛人は双葉に罪を着せたつもりで逃げ出す。松吉が死んだと信じ込んだ三輪子は絶望して自殺する（以降、三輪子は幽霊となって各シーンで狂言回しの役割を担うようになる）。
松吉が生きているという事実はやがて8人の愛人たちの知るところとなり、彼をかくまう双葉は、夜道で愛人たちに問い詰められる。双葉は「離婚して、松吉を譲る」と宣言し、市子がそれに応じる。
市子のもとで怠惰な日々を過ごした松吉は、ある日久々にVTVに出勤しようとするが、市子はすでに退職願が出されていることを明かす。松吉の浮気の原因がテレビ局の環境にあるとさとった市子の独断だった。また市子は、双葉が離婚届を出したこと、今後は女9人で生活費を出し合って松吉を養うつもりであることも明かし、さらに「これに応じなければ狂言殺人がもとで三輪子が死んだことをバラす」と迫る。すべてを失ったことを知った松吉は泣き崩れる。
松吉を手に入れた市子は女優引退を表明し、盛大な引退パーティを開く。そこに松吉の姿はなかった。パーティに集まった8人の女たちから祝福の花束を受け取った市子は、自動車に乗り込み、対向車線で炎上する事故車を横目に見ながら、夜の闇の中に去っていく。

### キャスト（映画）
- 風双葉（松吉の妻 レストラン「カチューシャ」経営）：山本富士子
- 三岸三輪子（松吉の愛人 台本印刷会社「アート社」経営・前社長未亡人）：宮城まり子
- 四村塩（松吉の愛人 コマーシャルガール）：中村玉緒
- 後藤五夜子（松吉の愛人 テレビ番組演出家）：岸田今日子
- 風松吉（テレビ局プロデューサー）：船越英二
- 石ノ下市子（松吉の愛人 新劇女優）：岸恵子

- 本町（テレビ局芸能局長）永井智雄
- 野上（松吉の同僚）：大辻伺郎
- 羽織の男：伊東光一
- 花巻（アナウンサー）：伊丹一三
- 十糸子（松吉の愛人 テレビ局広報課員）：倉田マユミ
- 虫子（松吉の愛人 テレビ局事務員）：宇野良子
- 八代（松吉の愛人 テレビ局エレベーター嬢）：有明マスミ
- 櫛子（松吉の愛人 テレビ局衣装係）：紺野ユカ
- 七重（松吉の愛人 テレビ局受付嬢）：村井千恵子
- 警察官役の俳優：浜村純
- テレビ局員：夏木章
- 市子の引退パーティの司会：早川雄三
- テレビ局員：三角八郎
- テレビ局員：飛田喜佐男
- テレビ局員：志保京助
- 役名不明：森矢雄二、湊秀一、武江義雄、花野富夫
- 役名不明：村田扶実子、新宮信子、小泉順子、竹里光子、磯奈美枝
- 百瀬桃子（松吉の愛人になりかける新人女優）：森山加代子
- テレビ番組「週刊ギャング」出演者：ハナ肇とクレイジーキャッツ

### スタッフ（映画）
- 監督：市川崑
- 製作：永田雅一
- 企画：藤井浩明
- シナリオ（脚本）：和田夏十
- 撮影：小林節雄
- 音楽：芥川也寸志
- 録音：西井憲一
- 照明：伊藤幸夫
- 美術：下河原友雄
- 特殊撮影：築地米三郎
- 助監督：中村倍也
- 編集：中静達治
- 製作主任：中島実
- 記録：中井妙子（クレジットなし）
- スチール：薫森良民（クレジットなし）